# Nothing Above My Shoulders but the Evening
Nothing Above My Shoulders but the Evening (deutsch etwa Nichts außer der Abend über meinen Schultern) ist das fünfte und finale Studioalbum des US-amerikanischen Komponisten Ray Lynch. Es wurde am 28. September 1993 veröffentlicht und von Windham Hill Records vertrieben. Er kehrte hier zu seinen Wurzeln in der klassischen Musik zurück und nahm es unter anderem mit Mitgliedern des San Francisco Symphony auf.
Am 11. Dezember 1993 erreichte es wie schon das Vorgängeralbum No Blue Thing vorher Platz 1 in den Billboard-Charts für das beste New-Age-Album.

## Titelliste
- Geschrieben und arrangiert von Ray Lynch:

1. Over Easy – 4:53
2. Her Knees Deep in Your Mind – 6:18
3. Passion Song – 5:24
4. Ivory – 5:38
5. Mesquite – 6:18
6. Only an Enjoyment – 7:16
7. The Vanished Gardens of Córdoba – 8:22

| Professionelle Bewertung | Professionelle Bewertung |
| ------------------------ | ------------------------ |
| Quelle                   | Bewertung                |
| Allmusic                 | [ 1 ]                    |

## Besetzung
- Ray Lynch – Keyboard und Gitarre
- Timothy Day – Flöte und Altflöte
- Nancy Ellis and Nanci Severance – Bratsche
- Glen Fischthal – Trompete, Flügelhorn und Piccolotrompete
- Julie Ann Giacobassi – Oboe und Englischhorn
- David Kadarauch – Cello
- Dave Krehbiel – French Horn
- Daniel Kobialka – Geige
- Marc Shapiro – Klavier

## Produktion
- produziert von Ray Lynch
- Mischung von Ray Lynch und Daniel Ryman
- Mastering von Bernie Grundman